# Lluç argentat
El lluç argentat (Merluccius bilinearis) és una espècie de peix pertanyent a la família dels merlúccids.

## Descripció
- El mascle pot arribar a fer 76 cm de llargària màxima (normalment, en fa 37) i la femella 65.
- Assoleix un pes màxim de 2.300 g.
- En general, és de color argentat: marronós al dors i blanquinós al ventre.
- 1 espina i 47-54 radis tous a l'aleta dorsal i 37-41 radis tous a l'anal.
- Cap gros.
- Aletes pectorals llargues, les quals arriben a l'origen de l'aleta anal.[3][4]

## Reproducció
Té lloc entre el juny i el juliol a les regions mesoatlàntiques, entre el juliol i l'agost al golf de Maine i entre l'agost i el setembre a la plataforma de Nova Escòcia.

## Alimentació
Els exemplars de més de 40 cm es nodreixen de peixos (com ara, gàdids, arengs, etc.), mentre que els de mida inferior mengen crustacis (eufausiacis i pandàlids). La seua dieta també inclou mictòfids, Alosa pseudoharengus, verats, ammodítids, Stromateidae i calamars, entre d'altres. El canibalisme hi és freqüent.
És depredat pel peix espasa (Xiphias gladius), el tauró gris (Carcharhinus plumbeus) i el solraig (Isurus oxyrinchus).

## Hàbitat
És un peix marí, demersal, oceanòdrom i de clima temperat (55°N-24°N, 80°W-42°W) que viu entre 55 i 914 m de fondària. Realitza migracions estacionals.

## Distribució geogràfica
Es troba a l'Atlàntic nord-occidental: des de les costes del Canadà i dels Estats Units fins a les Bahames. És més freqüent des del sud de Terranova fins a Carolina del Sud.

## Ús comercial
Es comercialitza fresc (exportat als mercats europeus), fumat i congelat, i es menja fregit, rostit a la graella, fet al forn microones i enfornat.

## Observacions
És inofensiu per als humans i la seua esperança de vida és de 12 anys.